# 前437年
| 千纪： | 前1千纪 |
| 世纪： | 前6世纪 \| 前5世纪 \| 前4世纪 |
| 年代： | 前460年代 \| 前450年代 \| 前440年代 \| 前430年代 \| 前420年代 \| 前410年代 \| 前400年代                                                                           |
| 年份： | 前442年 \| 前441年 \| 前440年 \| 前439年 \| 前438年 \| 前437年 \| 前436年 \| 前435年 \| 前434年 \| 前433年 \| 前432年                                             |
| 纪年： | 周考王四年 魯悼公三十一年 齊宣公十九年 晋哀公十五年 趙襄子三十九年 秦躁公六年 楚惠王五十二年 宋昭公三十二年 衛敬公二十八年 鄭共公十八年 燕閔公二年 越王朱勾十一年 |

## 大事記
- 六月，魯悼公去世，魯元公即位，季昭子向孟敬子问礼
- 曾子在武城，遭遇越国进攻事件。他临走时让人照看居所，不要让越人进入，越人走后，曾子让人整修墙屋，然后回来。有人说武城人待曾子忠敬，曾子为什么不留下来呢，沈犹行做了解释。

## 逝世
- 魯悼公（前467年—前437年在位，《史记》记载前467年—前429年在位）